# Jak w zwierciadle
Jak w zwierciadle (szw. Såsom i en spegel) – szwedzki dramat psychologiczny z 1961 roku, laureat Oscara dla najlepszego filmu nieanglojęzycznego w roku 1962. Pierwsza część „trylogii pionowej” Ingmara Bergmana. Film ponownie został wprowadzony do polskich kin 26 stycznia 2007 roku ze względu na przypomnienie dzieł Bergmana.

## Obsada
- Harriet Andersson – Karin
- Gunnar Björnstrand – David
- Max von Sydow – Martin
- Lars Passgård – Fredrik „Minus”, brat Karin

## Opis fabuły
Film jest pierwszą częścią „trylogii pionowej" Ingmara Bergmana zajmującą się problemem relacji pomiędzy człowiekiem a Bogiem. Tytuł filmu zaczerpnięty jest z Hymnu o Miłości autorstwa św. Pawła. Akcja, osadzona na wyspie, ukazuje wzajemne relacje pomiędzy chorą na schizofrenię Karin a członkami jej najbliższej rodziny. Klaustrofobiczna scenografia wyspy jest miejscem rodzinnego dramatu; zaniku uczuć, będącego zarówno skutkiem, jak i przyczyną braku porozumienia pomiędzy członkami rodziny. W Jak w zwierciadle można zaobserwować również próby określenia wiary przez bohaterów borykających się z tradycyjną koncepcją Boga. Film zrealizowany w ascetycznej formie, w skąpej scenografii, zapoczątkuje rozrachunek Bergmana z protestanckim wychowaniem, kontynuowany w dalszych częściach trylogii, tj. Gościach Wieczerzy Pańskiej i Milczeniu.